# Tachymenis
Tachymenis är ett släkte av ormar som ingår i familjen snokar. Släktet tillhör underfamiljen Dipsadinae som ibland listas som familj.
Vuxna exemplar är med en längd mindre än 75 cm små ormar. De förekommer i norra Sydamerika. Individerna vistas i torra landskap och de har antagligen ödlor som föda. Honor lägger inga ägg utan föder levande ungar.
Arter enligt Catalogue of Life:
- Tachymenis affinis
- Tachymenis attenuata
- Tachymenis chilensis
- Tachymenis elongata
- Tachymenis peruviana
- Tachymenis surinamensis
- Tachymenis tarmensis

The Reptile Database listar Tachymenis surinamensis som synonym till Pseudalsophis elegans.